# São José da Coroa Grande
São José da Coroa Grande é um município do litoral sul de Pernambuco, no Brasil.

## História
Margeada por piscinas naturais, a cidade tem sua denominação inspirada nas coroas que emergem nas marés baixas nos bancos de areia entre a beira-mar e os corais.
Em homenagem aos índios caetés, povo nativo da região, o município era chamado Puiraçu, termo proveniente do tupi antigo po'yrusu, que significa "miçangas grandes" (po'yra, "miçanga" + usu, "grande"). Apenas em 31 de dezembro de 1958, com a publicação da Lei 3 340, a cidade passou a ser considerada um município autônomo, recebendo o nome de São José da Coroa Grande.

## Geografia
Localiza-se a uma latitude 08º53'52" sul e a uma longitude 35º08'52" oeste, estando a uma altitude de 2 metros. Sua população estimada pelo IBGE em 2021 era de 21.868 habitantes. Possui uma área de 69,184 km².
É banhada pelo rio Una, pelo riacho Meireles e pelo rio Persinunga. São José da Coroa Grande é a última cidade pernambucana em direção ao sul, na divisa com o estado de Alagoas, situando-se perto de Maragogi, famoso destino turístico.

## Distritos

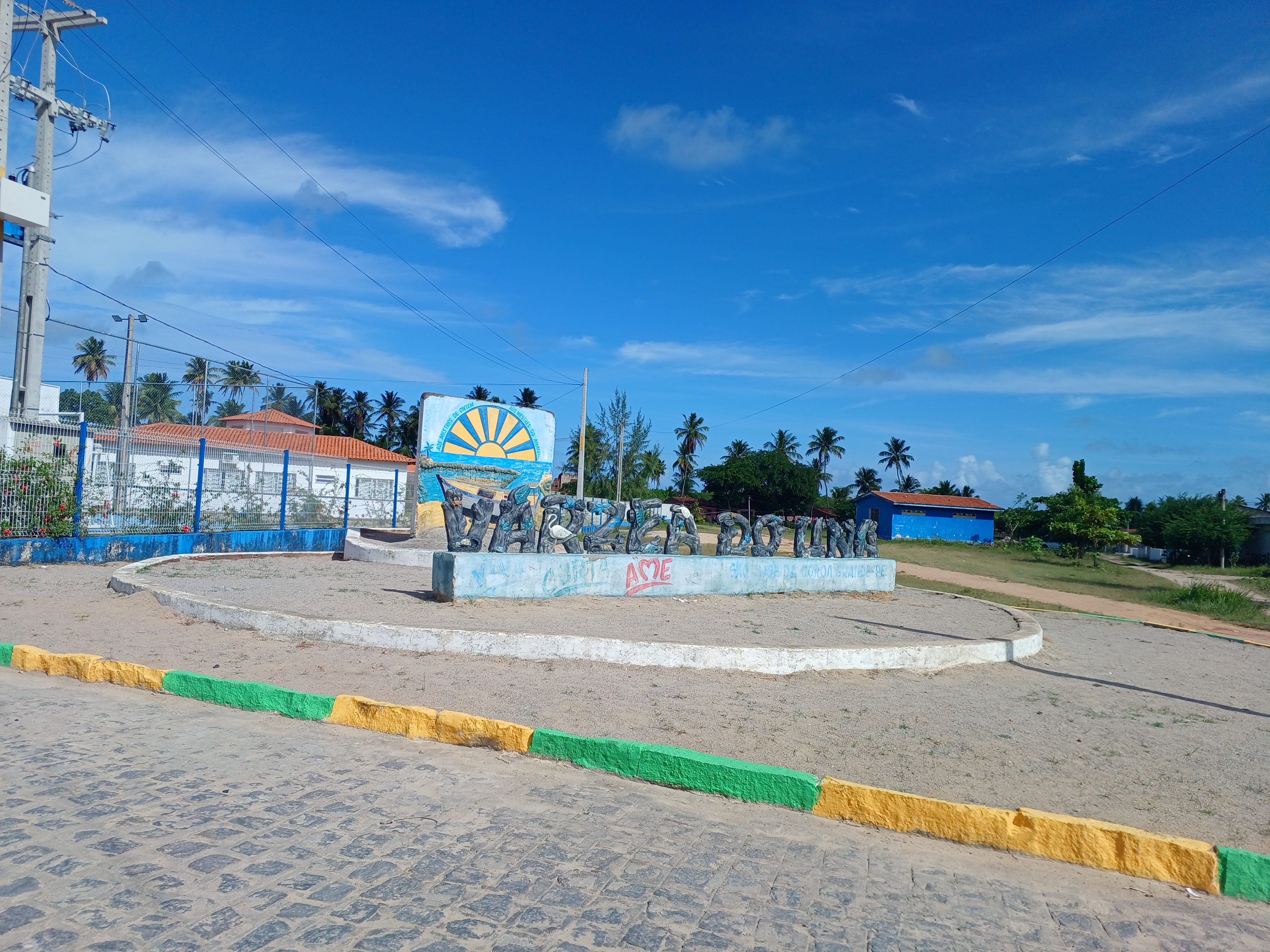
Trevo do distrito de Várzea do Una

O município de São José da Coroa Grande conta com dois distritos: Várzea do Una e Abreu do Una.